# لولو غونزاليس
لولو غونزاليس (بالإسبانية: Emmanuel González Rodríguez)‏ هو لاعب كرة قدم إسباني في مركز الوسط، ولد في 22 يوليو 1991 في شلوقة في إسبانيا. لعب مع إكستريمادورا يونيون ديبورتيفا.

## وصلات خارجية
- لولو غونزاليس على موقع قاعدة بيانات كرة القدم.إي يو (الإنجليزية)
- لولو غونزاليس على موقع Soccerway.com (الإنجليزية)